# 厳島神社 (京都市上京区)
厳島神社（いつくしまじんじゃ）は、京都府京都市上京区、京都御苑内にある神社。堺町御門の西側、九条池の中島に鎮座し、「池の弁天さん」と称される。旧社格は無格社。

## 祭神
市杵島姫命、田心姫命、湍津姫命の宗像三女神を主祭神に、祇園女御を配祀する。配祀神は下述するように本来は平清盛の母の霊であったと思われるが、後に著名なその姉（つまり清盛の伯母）の祇園女御に変えられたようである。

## 由緒
社伝によれば、安芸国厳島社を崇敬した平清盛が、摂津国兵庫津に築島（経が島）を造成した際に、同島に社殿を構えて厳島社を勧請し、後に清盛の母の霊を合祀したものに起源を持ち、その神社を時期不詳ながら当地へ遷座させたものという。鎮座地は後世九条家の邸宅に取り込まれて同家の鎮守として崇敬されるとともに、池泉廻遊式庭園の1部を構成するものともなった。明治になって九条家は東京へ転宅し、その邸宅も東京へ移築されたが、当神社はそのまま残された。昭和2年（1927年）には社殿が改築されている。
なお現在の景観であるが、当神社が当初から池中の中島に鎮座していたかは不明であるものの、下述する社前の鳥居が移築された明和8年（1771年）には池は穿たれていたので、その頃までには遡れる。社前に至る擬宝珠欄干付きの「高倉橋」は九条家移築後に架橋されたものという。

## 祭祀
往古は7月15日を祭日としたが、現在は6月15日が例祭日となっている。

## 文化財
- 鳥居（重要美術品） - 花崗岩製の鳥居で、笠木と島木が唐破風形式であることから「唐破風鳥居」と称され、北野天満宮境内社の伴氏社の石造鳥居、木嶋坐天照御魂神社の三柱鳥居と合わせて「京都三鳥居」「京都三珍鳥居」とされる。元来は兵庫築島に建っていたものであるが、室町時代後期に足利義晴が細川高国邸へ移築し、明和8年に九条道前が幕府に乞うて現在地へ再移築したもの。京都所司代が交替する度に検査される定めであったという[6]。昭和13年6月22日に重要美術品に認定された。